# ブラックリベンジ
『ブラックリベンジ』は、読売テレビ制作・日本テレビ系「木曜ドラマF」枠にて2017年10月5日から12月8日まで放送されたテレビドラマである。主演は木村多江。
元週刊文春記者でジャーナリストの中村竜太郎が監修を担当。政治家だった夫を亡くした週刊誌の契約ライターの女性が、夫を死に追いやった人物にスキャンダルで復讐するという、ヒューマンドラマ。

## あらすじ
今宮沙織は、夫で政治家・寺田圭吾と幸せな日々を過ごしていたが、文藝星流株式会社の週刊誌『週刊星流』により、夫が裏金スキャンダルと愛人スキャンダルがスクープされたことを苦に自殺したうえ、沙織はそのショックで流産してしまう。それから5年後、その記事が捏造であったことを知った沙織は、大切な家族を奪った記者に復讐しようとする。

## キャスト

### 主要人物
今宮沙織（いまみや さおり）
演 - 木村多江（中学時代：桜田ひより）
本作の主人公。週刊誌「週刊星流」の契約ライター。新人でありながら、数多くのスキャンダルをスクープしている。本名：寺田美幸（てらだ みゆき）、旧姓：石山。5年前、『週刊星流』が報じたスキャンダルにより、夫の圭吾を失い、ショックで流産した。その後、夫の記事が捏造であることを知り、復讐の為に動く。
決め台詞は「骨の髄まで、炎上しなさい」。
福島勲（ふくしま いさお）
演 - 佐藤二朗
「週刊星流」編集長。表向きは仕事熱心かつ温厚で、部下からの信頼が厚い。星流の売上を伸ばす事を第一に考えており、「読者がいま見たいもの」と感じると、どんなスキャンダルも躊躇なく掲載する。
その正体は、沙織の夫・圭吾を捏造したスキャンダルの記事で自殺に追い込んだ黒幕ではあるが、糸賀の復讐に利用されたに過ぎなかった。 沙織が圭吾の妻であることや、「週刊星流」への就職を希望した「真の目的」を知った上で、彼女を記者として採用した。また、圭吾が自殺する原因となった記事について沙織から問い詰められた時も、記事を捏造した事をあっさりと認めていた。9話で自殺したかに思われたが、最終話のラストでは生存しており、片足が不自由になっていたため杖を突いていた。

### 「週刊星流」編集部
天満龍二（てんま りゅうじ）
演 - 平山浩行
編集部デスクで、エース的存在。仕事熱心で正義感が強く、しっかり者。5年前、圭吾のスキャンダルを星流に掲載した張本人だが、捏造の真相は知らない。沙織に違和感を持ち、情報屋の城田を雇って素性を調べさせるが、後に沙織から5年前の真相を打ち明けられ、選択を迫られる。
芦原咲良（あしはら さくら）
演 - 岡野真也
新人記者で、沙織のパートナーを務める。ファッション誌希望だったが、週刊誌に配属され落ち込んでいる。活躍すればファッション誌に異動できるのではないかと思い、不本意ながら協力する。
天満の後押しでファッション誌に異動がかなう。
田村雄大（たむら ゆうだい）
演 - 竹内まなぶ（カミナリ）
編集部記者。坊主頭がチャームポイント。明るい性格で編集部のムードメーカー。とぼけた発言で編集部を和ませるが、イラっとさせる事も多く、まことからツッコまれる事も。
岡島まこと（おかじま まこと）
演 - 石田たくみ（カミナリ）
編集部記者。雄大と共に行動することが多い。彼がとぼけた発言にツッコんでいるが、それは自分より厳しい上司に怒られない為のパフォーマンスとしてやっている事。

### その他
糸賀朱里（いとが しゅり）
演 - 鈴木砂羽（中学時代：市川春琳）
沙織のカウンセラー。沙織の妹・綾子の紹介で、知り合った。沙織のメンタルケアを行う良き理解者だが、彼女の復讐を過度に煽る。
その正体は沙織の中学時代の同級生であり、復讐を果たすために20年以上も機会を伺っていた。本名は入山灯里（いりやま あかり）。
中学生だった頃のある事件で沙織を恨んでおり復讐のために福島と綾子を利用して圭吾を自殺に追い込んだ一連の事件の黒幕。
高槻裕也（たかつき ゆうや）
演 - 堀井新太
寺田圭吾の元秘書。圭吾の死後、政界を引退し投資家となり、現在はバーを経営。沙織の復讐協力者だが、彼女に復讐を止めさせて、支えていきたいと思っている。
石山綾子（いしやま あやこ）
演 - 中村映里子、越後はる香(中学時代)
沙織の妹で、シングルマザー。圭吾の死後、沙織が世間から隠れた生活を送っていた時に、唯一支え続けていた。
石山悠斗（いしやま ゆうと）
演 - 佐藤令旺
綾子と別れた恋人との間にできた息子。実は、綾子と圭吾との間に出来た子である。
寺田圭吾（てらだ けいご）
演 - 高橋光臣
沙織の元夫で、政治家。故人。国民からの支持も高く、当選2回で経産省の政務官にも抜擢されるなど、将来を嘱望されていたが、5年前に身に覚えのない金銭スキャンダルと愛人スキャンダルを報じられて自殺。死の間際に、自分を陥れた3人を暴露した動画を遺す。
城田純一（しろた じゅんいち）
演 - DAIGO（特別出演）
沙織の存在を調査するため、天満に雇われた便利屋。沙織への脅迫を知った高槻と揉み合ううちに、ビルの屋上から転落死する。
北里怜奈（きたざと れいな）
演 - 渡辺優奈
故人。15歳没。武蔵野市私立恵蘭女子（現在廃校）の中学3年生。中学生時代の朱里（灯里）の親友で、沙織（美幸）の同級生。
実は、灯里とは恋人関係だったが、学園内で噂が広まり最後は飛び降り自殺した。
塚本修二郎（つかもと しゅうじろう）
演 - 神尾佑
南條夕子（なんじょう ゆうこ）
演 - 横山めぐみ
愛原サユミ（あいはら サユミ）
演 - 芹那

### ゲスト
第1話
- 塚本渚 - 高橋かおり
- 彩香 - 白羽ゆり

第2話
- 足立奈津 - 小野ゆり子
- 有島 純 - 永岡佑

第3話、第4話
- 川崎隼也 - 大和孔太
- 柏原弘樹 - 菅原卓磨

第5話
- 鶴川謙三 - 宇野祥平（第6話 - ）
- 並木猛 - 加治将樹（第6話 - ）

## スタッフ
- 原案 - 中村竜太郎[3][4]
- 脚本 - 佐藤友治
- 音楽 - 大間々昂
- 主題歌 - SING LIKE TALKING feat.サラ・オレイン「闇に咲く花 〜The Catastrophe〜」（ユニバーサルミュージック）
- 監修 - 中村竜太郎
- 医療監修 - 堀エリカ
- チーフプロデューサー - 柿本幸一、田中壽一
- プロデューサー - 福田浩之、尾上貴洋
- 演出 - 大谷太郎、茂山佳則、西村了、松永洋一
- 制作プロダクション - AXON
- 制作協力 - ytv Nextry
- 制作著作 - 読売テレビ

## 放送日程
| 各話   | 放送日   | ラテ欄               | 演出     |
| ------ | -------- | -------------------- | -------- |
| 第1話  | 10月05日 | スキャンダルな復讐劇 | 大谷太郎 |
| 第2話  | 10月12日 | ゲス女優の炎上結婚式 | 大谷太郎 |
| 第3話  | 10月19日 | 美人社長とゲス美少年 | 茂山佳則 |
| 第4話  | 10月26日 | 美少年愛人クラブの闇 | 茂山佳則 |
| 第5話  | 11月02日 | 黒幕はねつ造編集長!  | 西村了   |
| 第6話  | 11月09日 | 亡き夫が妹と不倫⁉    | 西村了   |
| 第7話  | 11月16日 | ゲス不倫の重い代償   | 茂山佳則 |
| 第8話  | 11月23日 | ゲス編集長と最終対決 | 松永洋一 |
| 第9話  | 11月30日 | 最終章! 真の復讐とは | 松永洋一 |
| 最終話 | 12月08日 | 暴かれる復讐の真相!  | 茂山佳則 |

## 関連作品
- ブラックスキャンダル (テレビドラマ) - 2018年に同枠で放送されたテレビドラマ。作中の名称などに本作との共通要素が見られる。
- ブラックファミリア〜新堂家の復讐〜 - 2023年に同枠で放送される予定のテレビドラマ。本作と『ブラックスキャンダル』に続く「ブラック」シリーズ第3弾として位置づけられている[6]。